# عقد 180 هـ
عقد 180 هـ هو الفترة بين عام 180 إلى 189 في التقويم الهجري، أي العشر سنوات التاسعة من القرن الثاني الهجري.